# Navares de Enmedio
Navares de Enmedio è un comune spagnolo di 184 abitanti situato nella comunità autonoma di Castiglia e León.